# Schwedische Männer-Handballnationalmannschaft

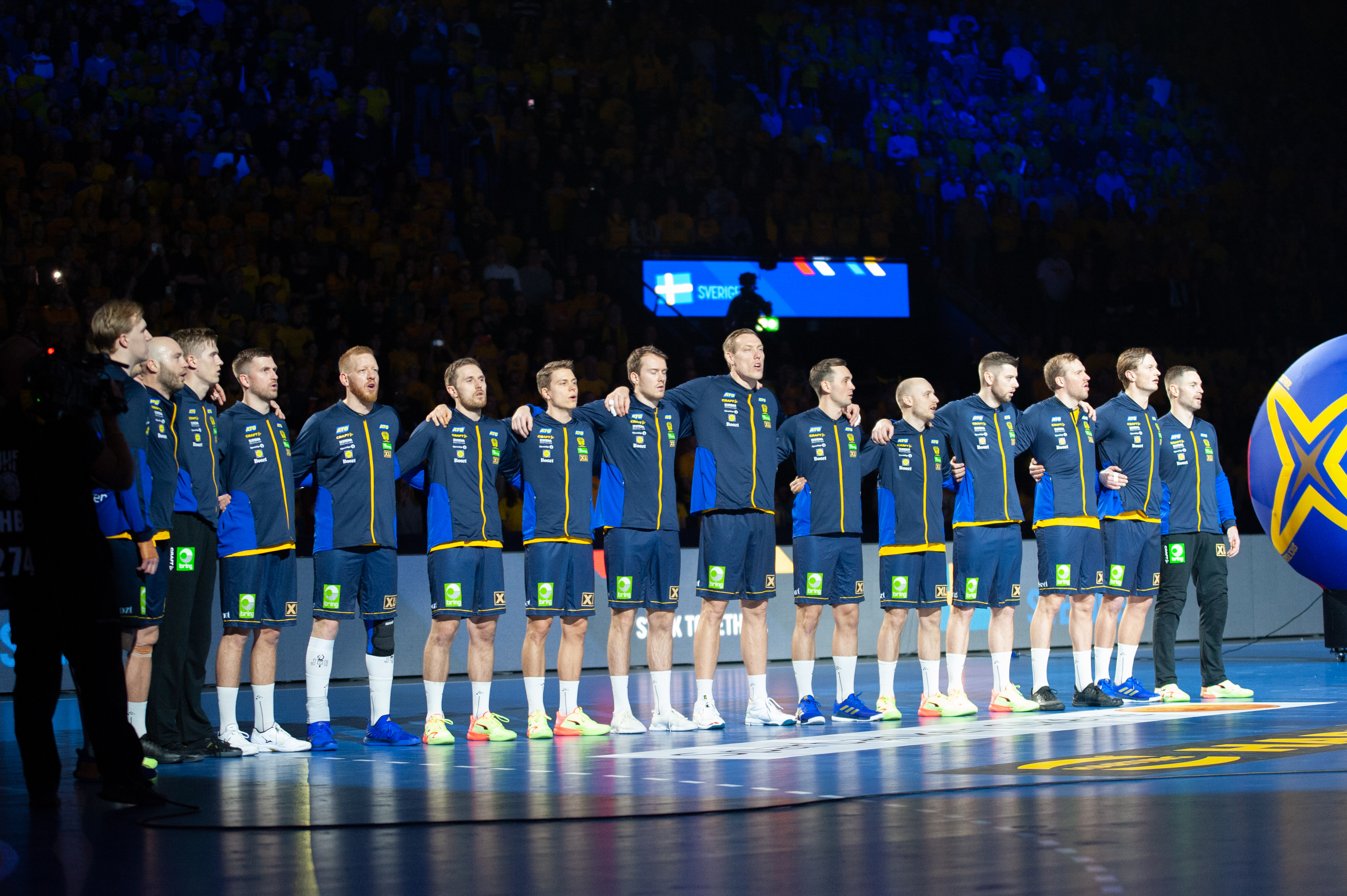
Die schwedische Nationalmannschaft bei der Weltmeisterschaft 2023

Die schwedische Männer-Handballnationalmannschaft repräsentiert den Handballverband Schwedens als Auswahlmannschaft auf internationaler Ebene bei Länderspielen im Handball gegen Mannschaften anderer nationaler Verbände.

## Geschichte
Der Svenska Handbollförbundet wurde 1931 gegründet ist seit 1946 Mitglied in der Internationalen Handballföderation (IHF) und seit 1991 in der Europäischen Handballföderation (EHF). Am 8. März 1935 bestritt die Auswahl beim 18:12 gegen Dänemark in Kopenhagen das erste Hallenhandballländerspiel weltweit. Bei den ersten fünf Weltmeisterschaften gewann die Mannschaft jeweils eine Medaille, darunter 1954 und 1958 die Goldmedaille. Erst als Bengt Johansson im Jahr 1988 die Auswahl übernahm, gelang Schweden der Weg zurück in die Weltspitze. Die nach ihm Bengan-Boys genannte Spielergeneration um u. a. den Welthandballer des Jahrhunderts Magnus Wislander, Linkshänder Staffan Olsson, Kreisläufer Per Carlén und Abwehrchef Ola Lindgren gewann zwischen 1990 und 2002 bei 13 von 14 Turnieren eine Medaille, bei Weltmeisterschaften je zwei Gold-, Silber- und Bronzemedaillen, vier Europameisterschaften sowie drei olympische Silbermedaillen, einmal wurden sie Vierter. Nachdem sich Schweden nach einem enttäuschenden 7. Platz bei der Europameisterschaft 2004 nicht für die Olympischen Spiele 2004 in Athen qualifizieren konnte, endete seine 16-jährige Amtszeit. Unter dem neuen Trainer Ingemar Linnéll verpasste die Auswahl 2006 erstmals eine Europameisterschaft und 2007 eine Weltmeisterschaft. Bei den Olympischen Spielen 2012 in London erreichte die Mannschaft zum vierten Mal das Endspiel, das abermals verloren ging. 2013 verpasste sie zum zweiten Mal eine Weltmeisterschaft.
Mit der neuen Spielergeneration um Spielmacher Jim Gottfridsson, Torwart Andreas Palicka und den Außenspielern Niclas Ekberg und Hampus Wanne gewann Schweden die Silbermedaille bei der Europameisterschaft 2018 und bei der Weltmeisterschaft 2021 sowie 2022 den fünften Europameistertitel.

## Internationale Großereignisse

### Olympische Spiele
- Olympische Spiele 1972: 7. Platz (von 16 Mannschaften)
- Olympische Spiele 1976: nicht qualifiziert
- Olympische Spiele 1980: nicht teilgenommen
- Olympische Spiele 1984: 5. Platz (von 12 Mannschaften)
- Olympische Spiele 1988: 5. Platz (von 12 Mannschaften)

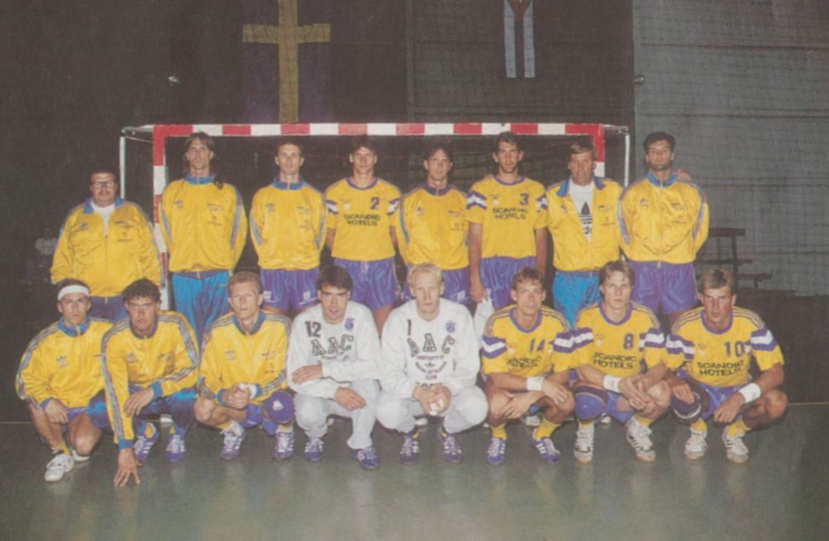
Die schwedische Auswahl vor den Olympischen Spielen 1992.

- Olympische Spiele 1992:  2. Platz (von 12 Mannschaften)
- Olympische Spiele 1996:  2. Platz (von 12 Mannschaften)
- Olympische Spiele 2000:  2. Platz (von 12 Mannschaften)
- Olympische Spiele 2004: nicht qualifiziert
- Olympische Spiele 2008: nicht qualifiziert
- Olympische Spiele 2012:  2. Platz (von 12 Mannschaften)
- Olympische Spiele 2016: 8. Platz (von 12 Mannschaften)
- Olympische Spiele 2020 (2021): 5. Platz (von 12 Mannschaften)
- Olympische Spiele 2024: 7. Platz (von 12 Mannschaften)

### Weltmeisterschaften
- Weltmeisterschaft 1938:  3. Platz (von 4 Mannschaften)
- Weltmeisterschaft 1954:  1. Platz (von 6 Mannschaften)
- Weltmeisterschaft 1958:  1. Platz (von 16 Mannschaften)
- Weltmeisterschaft 1961:  3. Platz (von 12 Mannschaften)
- Weltmeisterschaft 1964:  2. Platz (von 16 Mannschaften)
- Weltmeisterschaft 1967: 5. Platz (von 16 Mannschaften)
- Weltmeisterschaft 1970: 6. Platz (von 16 Mannschaften)
- Weltmeisterschaft 1974: 10. Platz (von 16 Mannschaften)
- Weltmeisterschaft 1978: 8. Platz (von 16 Mannschaften)
- Weltmeisterschaft 1982: 11. Platz (von 16 Mannschaften)
- Weltmeisterschaft 1986: 4. Platz (von 16 Mannschaften)
- Weltmeisterschaft 1990:  1. Platz (von 16 Mannschaften)

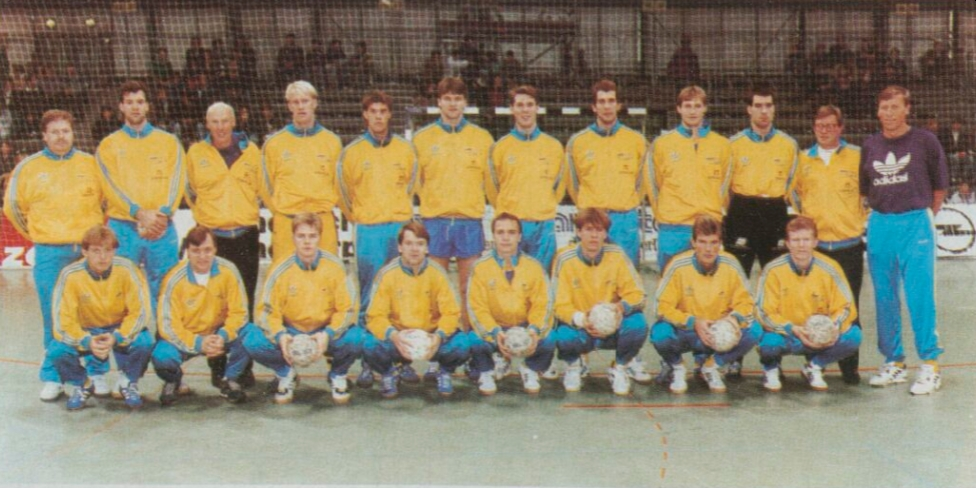
Die schwedische Auswahl vor der Weltmeisterschaft 1993.

- Weltmeisterschaft 1993:  3. Platz (von 16 Mannschaften)
- Weltmeisterschaft 1995:  3. Platz (von 24 Mannschaften)
- Weltmeisterschaft 1997:  2. Platz (von 24 Mannschaften)
- Weltmeisterschaft 1999:  1. Platz (von 24 Mannschaften)
- Weltmeisterschaft 2001:  2. Platz (von 24 Mannschaften)
- Weltmeisterschaft 2003: 13. Platz (von 24 Mannschaften)
- Weltmeisterschaft 2005: 11. Platz (von 24 Mannschaften)
- Weltmeisterschaft 2007: nicht qualifiziert
- Weltmeisterschaft 2009: 7. Platz (von 24 Mannschaften)
- Weltmeisterschaft 2011: 4. Platz (von 24 Mannschaften)
- Weltmeisterschaft 2013: nicht qualifiziert
- Weltmeisterschaft 2015: 10. Platz (von 24 Mannschaften)
- Weltmeisterschaft 2017: 6. Platz (von 24 Mannschaften)
- Weltmeisterschaft 2019: 5. Platz (von 24 Mannschaften)
- Weltmeisterschaft 2021:  2. Platz (von 32 Mannschaften)
- Weltmeisterschaft 2023: 4. Platz (von 32 Mannschaften)
- Weltmeisterschaft 2025: 14. Platz (von 32 Mannschaften)

#### B- und C-Weltmeisterschaften
An B- und C-Weltmeisterschaften, die zwischen 1976 und 1992 als Qualifikation zu Weltmeisterschaften und Olympischen Spielen dienten, nahm Schweden viermal teil:
- B-Weltmeisterschaft 1977: 1. Platz (von 12 Mannschaften)
- B-Weltmeisterschaft 1979: 6. Platz (von 12 Mannschaften)
- B-Weltmeisterschaft 1981: 3. Platz (von 12 Mannschaften)
- B-Weltmeisterschaft 1983: 4. Platz (von 12 Mannschaften)

### Europameisterschaften
- Europameisterschaft 1994:  1. Platz (von 12 Mannschaften)
- Europameisterschaft 1996: 4. Platz (von 12 Mannschaften)
- Europameisterschaft 1998:  1. Platz (von 12 Mannschaften)
- Europameisterschaft 2000:  1. Platz (von 12 Mannschaften)
- Europameisterschaft 2002:  1. Platz (von 16 Mannschaften)
- Europameisterschaft 2004: 7. Platz (von 16 Mannschaften)
- Europameisterschaft 2006: nicht qualifiziert
- Europameisterschaft 2008: 5. Platz (von 16 Mannschaften)
- Europameisterschaft 2010: 15. Platz (von 16 Mannschaften)
- Europameisterschaft 2012: 12. Platz (von 16 Mannschaften)
- Europameisterschaft 2014: 7. Platz (von 16 Mannschaften)
- Europameisterschaft 2016: 8. Platz (von 16 Mannschaften)
- Europameisterschaft 2018:  2. Platz (von 16 Mannschaften)
- Europameisterschaft 2020: 7. Platz (von 24 Mannschaften)
- Europameisterschaft 2022:  1. Platz (von 24 Mannschaften)
- Europameisterschaft 2024:  3. Platz (von 24 Mannschaften)
- Europameisterschaft 2026: qualifiziert (als Co-Organisator)

## Weitere Turnierteilnahmen
(Auswahl)

### World Cup
Beim World Cup (1971–2010) in Schweden sowie teilweise in Norwegen und Deutschland, erreichte die Auswahl folgende Platzierungen:
- World Cup 1971: 5. Platz
- World Cup 1974: 8. Platz
- World Cup 1979: 8. Platz
- World Cup 1984: 4. Platz
- World Cup 1988: 3. Platz
- World Cup 1992: 1. Platz
- World Cup 1996: 1. Platz
- World Cup 1999: 3. Platz
- World Cup 2002: 5. Platz
- World Cup 2004: 1. Platz
- World Cup 2006: 3. Platz
- World Cup 2010: 2. Platz

### Supercup
Beim Supercup (1979–2015) in Deutschland erreichte die Auswahl folgende Platzierungen:
- Supercup 1979: 6. Platz
- Supercup 1981: 6. Platz
- Supercup 1983: 5. Platz
- Supercup 1985: 8. Platz
- Supercup 1987: 6. Platz
- Supercup 1989: 5. Platz
- Supercup 1991: 3. Platz
- Supercup 1993: 1. Platz
- Supercup 1995: 3. Platz
- Supercup 1998: 5. Platz
- Supercup 1999: 3. Platz
- Supercup 2001: 3. Platz
- Supercup 2003: 3. Platz
- Supercup 2005: 1. Platz
- Supercup 2007: 2. Platz
- Supercup 2009: 3. Platz
- Supercup 2011: 2. Platz
- Supercup 2013: 3. Platz

### Ostseepokal
Beim Ostseepokal (1968–1981) in verschiedenen Ländern des Ostseeraumes erreichte die Auswahl folgende Platzierungen:
- Ostseepokal 1968: 6. Platz
- Ostseepokal 1969: 6. Platz
- Ostseepokal 1970: 2. Platz
- Ostseepokal 1971: 6. Platz
- Ostseepokal 1972: 4. Platz
- Ostseepokal 1973: 7. Platz
- Ostseepokal 1974: 5. Platz
- Ostseepokal 1976: 4. Platz
- Ostseepokal 1977: 6. Platz
- Ostseepokal 1979: 5. Platz
- Ostseepokal 1980: nicht teilgenommen
- Ostseepokal 1981: nicht teilgenommen
- Ostseepokal 1985: 6. Platz
- Ostseepokal 1986: nicht teilgenommen
- Ostseepokal 1987: 4. Platz
- Ostseepokal 1989: nicht teilgenommen

### Weitere Turnierteilnahmen
(Auswahl)
- Karpatenpokal 1969: 2. Platz
- Karpatenpokal 1972: 5. Platz
- Karpatenpokal 1984: 5. Platz
- Trophäe Jugoslawiens 1973: unbekannt
- Trophäe Jugoslawiens 1977: 6. Platz
- Trophäe Jugoslawiens 1979: 6. Platz
- Trophäe Jugoslawiens 1988: 2. Platz
- Trophäe Jugoslawiens 1989: 2. Platz
- DHV-Länderpokal 1978: 6. Platz
- DHV-Länderpokal 1981: 5. Platz
- DHV-Länderpokal 1982: 4. Platz
- Vorolympisches Turnier 1987 (Seoul): unbekannt
- Vorolympisches Turnier 1991 (Granollers): 6. Platz
- Vorolympisches Turnier 1995 (Atlanta): 1. Platz
- Vorolympisches Turnier 1999 (Sydney): 1. Platz
- Goodwill Games 1994: 5. Platz
- SHV-Cup 1975: 2. Platz
- SHV-Cup 1982: 3. Platz
- SHV-Cup 1985: 3. Platz
- SHV-Cup 1992: 2. Platz
- Gjensidige Cup 2017: 2. Platz

## Auszeichnungen
- Jerringpreis 1990
- Svenska-Dagbladet-Goldmedaille 1998
- Schwedens Sportmannschaft des Jahres 1999 und 2002

## Nationalspieler und -trainer

### Aktueller Kader
| Nr. | Spieler                | Geburtstag | Alter | Position        | Größe  | Verein                 | Lsp. | Tore |
| --- | ---------------------- | ---------- | ----- | --------------- | ------ | ---------------------- | ---- | ---- |
| 12  | Andreas Palicka        | 10.07.1986 | 38    | Torhüter        | 1,89 m | Paris Saint-Germain    | 166  | 19   |
| 16  | Tobias Thulin          | 05.07.1995 | 29    | Torhüter        | 1,98 m | OTP Bank-Pick Szeged   | 67   | 0    |
| 51  | Fabian Norsten         | 06.09.2000 | 24    | Torhüter        | 1,96 m | Aalborg Håndbold       | 5    | 0    |
| 15  | Hampus Wanne           | 10.12.1993 | 31    | Linksaußen      | 1,85 m | FC Barcelona           | 104  | 425  |
| 22  | Lucas Pellas           | 28.08.1995 | 29    | Linksaußen      | 1,83 m | Montpellier Handball   | 78   | 251  |
| 35  | Andreas Nilsson        | 12.04.1990 | 34    | Kreisläufer     | 1,97 m | Önnereds HK            | 154  | 350  |
| 6   | Felix Möller           | 04.09.2002 | 22    | Kreisläufer     | 1,94 m | Aalborg Håndbold       | 21   | 23   |
| 10  | Niclas Ekberg          | 23.12.1988 | 36    | Rechtsaußen     | 1,91 m | Ystads IF HF           | 210  | 841  |
| 13  | Sebastian Karlsson     | 21.01.1995 | 29    | Rechtsaußen     | 1,78 m | Montpellier Handball   | 23   | 70   |
| 2   | Jonathan Carlsbogård   | 19.04.1995 | 29    | Rückraum links  | 1,95 m | FC Barcelona           | 77   | 152  |
| 42  | Eric Johansson         | 28.06.2000 | 24    | Rückraum links  | 1,97 m | THW Kiel               | 38   | 101  |
| 45  | Olle Forsell Schefvert | 13.08.1993 | 31    | Rückraum links  | 1,96 m | Rhein-Neckar Löwen     | 5    | 3    |
| 24  | Jim Gottfridsson       | 02.09.1992 | 32    | Rückraum Mitte  | 1,92 m | SG Flensburg-Handewitt | 162  | 514  |
| 28  | Jonathan Edvardsson    | 07.04.1997 | 27    | Rückraum Mitte  | 1,86 m | TSV Hannover-Burgdorf  | 27   | 18   |
| 23  | Albin Lagergren        | 11.09.1992 | 32    | Rückraum rechts | 1,86 m | SC Magdeburg           | 118  | 351  |
| 29  | Edwin Aspenbäck        | 8.07.2000  | 24    | Rückraum rechts | 1,96 m | Team Tvis Holstebro    | 2    | 3    |
| 33  | Lukas Sandell          | 03.02.1997 | 27    | Rückraum rechts | 1,91 m | Telekom Veszprém       | 64   | 158  |

### Spielerrekorde
| Rekordspieler          | Rekordspieler     | Rekordspieler | Rekordspieler   | Rekordspieler | Rekordspieler |
|                        |                   |               |                 | Zeitraum      | Zeitraum      |
| Pl.                    | Name              | Spiele        | Position        | von           | bis           |
| ---------------------- | ----------------- | ------------- | --------------- | ------------- | ------------- |
| 1                      | Magnus Wislander  | 386           | Rückraum Mitte  | 1985          | 2004          |
| 2                      | Ola Lindgren      | 375           | Rückraum links  | 1986          | 2003          |
| 3                      | Staffan Olsson    | 358           | Rückraum rechts | 1986          | 2004          |
| 4                      | Tomas Svensson    | 330           | Torhüter        | 1985          | 2008          |
| 5                      | Per Carlén        | 327           | Kreisläufer     | 1982          | 1996          |
| 6                      | Magnus Andersson  | 310           | Rückraum Mitte  | 1988          | 2003          |
| 7                      | Mats Olsson       | 292           | Torhüter        | 1979          | 1997          |
| 8                      | Erik Hajas        | 281           | Linksaußen      | 1984          | 1997          |
| 9                      | Stefan Lövgren    | 269           | Rückraum Mitte  | 1993          | 2006          |
| 10                     | Johan Petersson   | 250           | Rechtsaußen     | 1993          | 2008          |
| 11                     | Kim Andersson     | 240           | Rückraum rechts | 2001          | 2019          |
| 12                     | Pierre Thorsson   | 237           | Rechtsaußen     | 1988          | 2000          |
| 13                     | Peter Gentzel     | 226           | Torhüter        | 1992          | 2008          |
| 14                     | Jonas Källman     | 223           | Linksaußen      | 2001          | 2017          |
| 15                     | Martin Boquist    | 219           | Rückraum links  | 1996          | 2008          |
| 16                     | Niclas Ekberg     | 210           | Rechtsaußen     | 2008          | 2025          |
| 17                     | Claes Hellgren    | 211           | Torhüter        | 1976          | 1988          |
| 18                     | Jonas Larholm     | 210           | Rückraum Mitte  | 2001          | 2014          |
| 18                     | Thomas Sivertsson | 210           | Kreisläufer     | 1992          | 2002          |
| 20                     | Sten Sjögren      | 200           | Rückraum rechts | 1978          | 1991          |
| 21                     | Robert Arrhenius  | 194           | Kreisläufer     | 1998          | 2011          |
| 21                     | Robert Hedin      | 194           | Rückraum links  | 1988          | 1998          |
| 23                     | Björn Jilsén      | 189           | Rückraum links  | 1982          | 1991          |
| 24                     | Tobias Karlsson   | 180           | Kreisläufer     | 2006          | 2016          |
| 25                     | Andreas Palicka   | 173           | Torhüter        | 2007          | 2025          |
| 26                     | Jim Gottfridsson  | 170           | Rückraum Mitte  | 2012          | 2025          |
| 27                     | Martin Frändesjö  | 165           | Linksaußen      | 1994          | 2004          |
| 27                     | Ljubomir Vranjes  | 165           | Rückraum Mitte  | 1996          | 2007          |
| 29                     | Andreas Nilsson   | 161           | Kreisläufer     | 2010          | 2025          |
| 30                     | Fredrik Petersen  | 155           | Linksaußen      | 2003          | 2016          |
| Stand: 5. Februar 2025 |                   |               |                 |               |               |

| Rekordtorschützen      | Rekordtorschützen | Rekordtorschützen | Rekordtorschützen | Rekordtorschützen | Rekordtorschützen | Rekordtorschützen |
|                        |                   |                   |                   |                   | Zeitraum          | Zeitraum          |
| Pl.                    | Name              | Tore              | Position          | ∅                 | von               | bis               |
| ---------------------- | ----------------- | ----------------- | ----------------- | ----------------- | ----------------- | ----------------- |
| 1                      | Magnus Wislander  | 1191              | Rückraum Mitte    | 3,09              | 1982              | 2004              |
| 2                      | Stefan Lövgren    | 1161              | Rückraum Mitte    | 4,32              | 1993              | 2006              |
| 3                      | Per Carlén        | 1026              | Kreisläufer       | 3,14              | 1978              | 1996              |
| 4                      | Erik Hajas        | 993               | Linksaußen        | 3,53              | 1984              | 1997              |
| 5                      | Björn Jilsén      | 955               | Rückraum links    | 5,05              | 1982              | 1991              |
| 6                      | Staffan Olsson    | 921               | Rückraum rechts   | 2,57              | 1982              | 2004              |
| 7                      | Magnus Andersson  | 919               | Rückraum Mitte    | 2,96              | 1984              | 2003              |
| 8                      | Niclas Ekberg     | 863               | Rechtsaußen       | 3,96              | 2008              | 2025              |
| 9                      | Kim Andersson     | 824               | Rückraum rechts   | 3,43              | 2001              | 2019              |
| 10                     | Johan Petersson   | 815               | Rechtsaußen       | 3,26              | 1993              | 2008              |
| 11                     | Jonas Källman     | 646               | Linksaußen        | 2,90              | 2001              | 2017              |
| 12                     | Jonas Larholm     | 637               | Rückraum Mitte    | 3,03              | 2001              | 2014              |
| 13                     | Pierre Thorsson   | 558               | Rechtsaußen       | 2,05              | 1988              | 2000              |
| 14                     | Jim Gottfridsson  | 529               | Rückraum Mitte    | 3,21              | 2012              | 2025              |
| 15                     | Sten Sjögren      | 506               | Rückraum rechts   | 2,53              | 1978              | 1991              |
| 16                     | Martin Boquist    | 496               | Rückraum links    | 2,26              | 1996              | 2008              |
| 17                     | Ola Lindgren      | 477               | Rückraum links    | 1,27              | 1982              | 2003              |
| 18                     | Björn Andersson   | 460               |                   | 4,04              | 1969              | 1978              |
| 18                     | Thomas Sivertsson | 460               | Kreisläufer       | 2,19              | 1992              | 2002              |
| 20                     | Martin Frändesjö  | 456               | Linksaußen        | 2,76              | 1994              | 2004              |
| 21                     | Ljubomir Vranjes  | 451               | Rückraum Mitte    | 2,73              | 1996              | 2007              |
| 22                     | Hampus Wanne      | 449               | Linksaußen        | 4,01              | 2017              | 2025              |
| 23                     | Dalibor Doder     | 429               | Rückraum Mitte    | 2,94              | 1998              | 2012              |
| 24                     | Fredrik Petersen  | 426               | Linksaußen        | 2,75              | 2003              | 2016              |
| 25                     | Lennart Eriksson  | 402               | Rückraum links    | 3,62              | 1965              | 1973              |
| 26                     | Albin Lagergren   | 402               | Rückraum rechts   | 3,12              | 2016              | 2025              |
| 27                     | Robert Arrhenius  | 379               | Kreisläufer       | 1,95              | 1998              | 2011              |
| 28                     | Marcus Ahlm       | 368               | Kreisläufer       | 3,20              | 1999              | 2008              |
| 29                     | Andreas Nilsson   | 360               | Kreisläufer       | 2,24              | 2008              | 2025              |
| 30                     | Robert Hedin      | 333               | Rückraum links    | 1,72              | 1988              | 1998              |
| Stand: 5. Februar 2025 |                   |                   |                   |                   |                   |                   |

### Ehemalige Nationalspieler
Diese Liste enthält eine Auswahl von Spielern, die in den Abschnitten zuvor nicht genannt sind.
Für die Nationalauswahl spielten bisher 1554 Spieler.
- Jörgen Abrahamsson
- Bo Andersson
- Robert Andersson
- Thomas Augustsson
- Göran Bengtsson
- Dan Beutler
- Oscar Carlén
- Gösta Carlsson
- Per Carlsson
- Magnus Cato
- Lennart Ebbinge
- Kim Ekdahl Du Rietz
- Jonas Ernelind
- Mats Fransson
- Mathias Franzén
- Mattias Gustafsson
- Tomas Gustafsson
- Göran Hård af Segerstad
- Johan Jakobsson
- Magnus Jernemyr
- Pär Jilsén
- Lukas Karlsson
- Andreas Larsson
- Fredrik Larsson
- Jesper Larsson
- Jan Lennartsson
- Mats Lindau
- Henrik Lundström
- Christer Magnusson
- Roman Marciniak
- Peter Olofsson
- Olle Olsson
- Basti Rasmussen
- Sebastian Seifert
- Danny Sjöberg

### Bisherige Trainer
Als Trainer der Auswahl fungierten bislang zwölf unterschiedliche Personen bzw. Gespanne:
| Zeitraum  | Nation   | Trainer                       |
| --------- | -------- | ----------------------------- |
| 1938–1948 | Schweden | Herbert Johansson             |
| 1948–1967 | Schweden | Curt Wadmark                  |
| 1967–1974 | Schweden | Roland Mattsson               |
| 1974–1979 | Schweden | Bertil Andersén               |
| 1979–1980 | Schweden | Ingemar Eriksson              |
| 1980–1982 | Schweden | Caj-Åke Andersson             |
| 1982–1988 | Schweden | Roger Carlsson                |
| 1988–2004 | Schweden | Bengt Johansson               |
| 2004–2008 | Schweden | Ingemar Linnéll               |
| 2008–2016 | Schweden | Ola Lindgren & Staffan Olsson |
| 2016–2020 | /        | Kristján Andrésson            |
| 2020–2024 | Norwegen | Glenn Solberg                 |
| seit 2024 | Schweden | Michael Apelgren              |